# Desmatodon muralis
Desmatodon muralis là một loài Rêu trong họ Pottiaceae. Loài này được (Hedw.) Jur. mô tả khoa học đầu tiên năm 1882.